# Emmauskirche (Neuhaus)

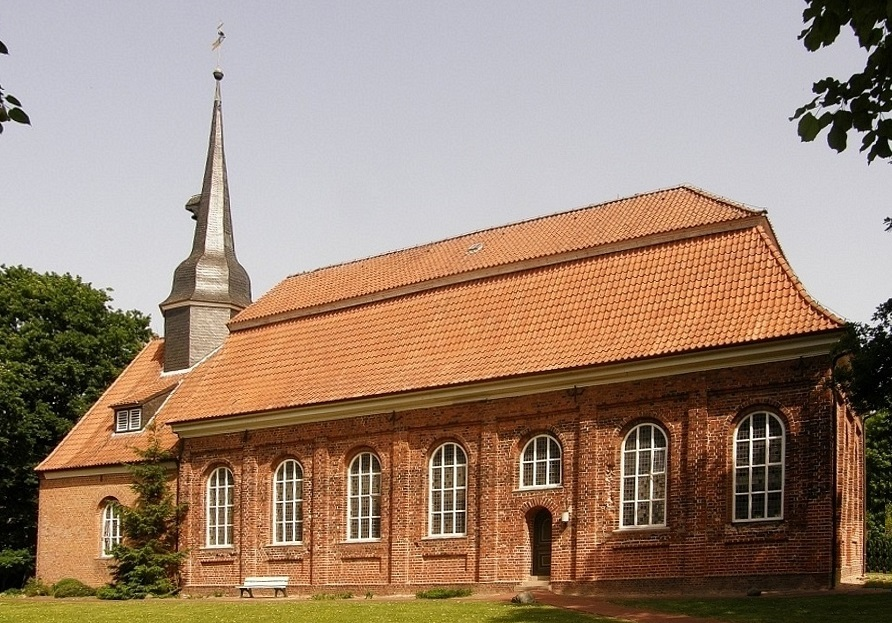
Emmauskirche in Neuhaus

Die evangelisch-lutherische Emmauskirche im Kirchenkreis Cuxhaven-Hadeln in der niedersächsischen Samtgemeinde Land Hadeln, Gemeinde Neuhaus im Landkreis Cuxhaven, stammt vom Anfang des 18. Jahrhunderts.
Das Gebäude steht unter Denkmalschutz (siehe auch Liste der Baudenkmale in Neuhaus (Oste)).

## Geschichte
Die Besiedelung des Ortes fand um 1000 nach Christus auf den Wurten rund um die Aue, Oste und Elbe statt. Laut der Bremer Chronik von Gerd Rinesberch und Herbord Schene ließ Erzbischof Otto II. von Bremen (amt. 1396–1406) an der Grenze zum Land Hadeln eine Burg errichten, „dat hetet dat Nygehus“. Neuhaus war Sitz des gleichnamigen Amtes, das die Kirchspiele Belum, Bülkau, Cadenberge, Geversdorf, Kehdingbruch, Oberndorf sowie Oppeln umfasste und Teil des Erzstifts Bremen war. Kirchlich gehörte Neuhaus bis in die zweite Hälfte des 17. Jahrhunderts zum Kirchspiel Geversdorf. 1621 wurde der Bau einer eigenen Kapelle gestattet und finanziert. Seit 1667 war Neuhaus ein eigenes Kirchspiel. 1727 ließ die Gemeinde die alte Kapelle abtragen.

## Beschreibung

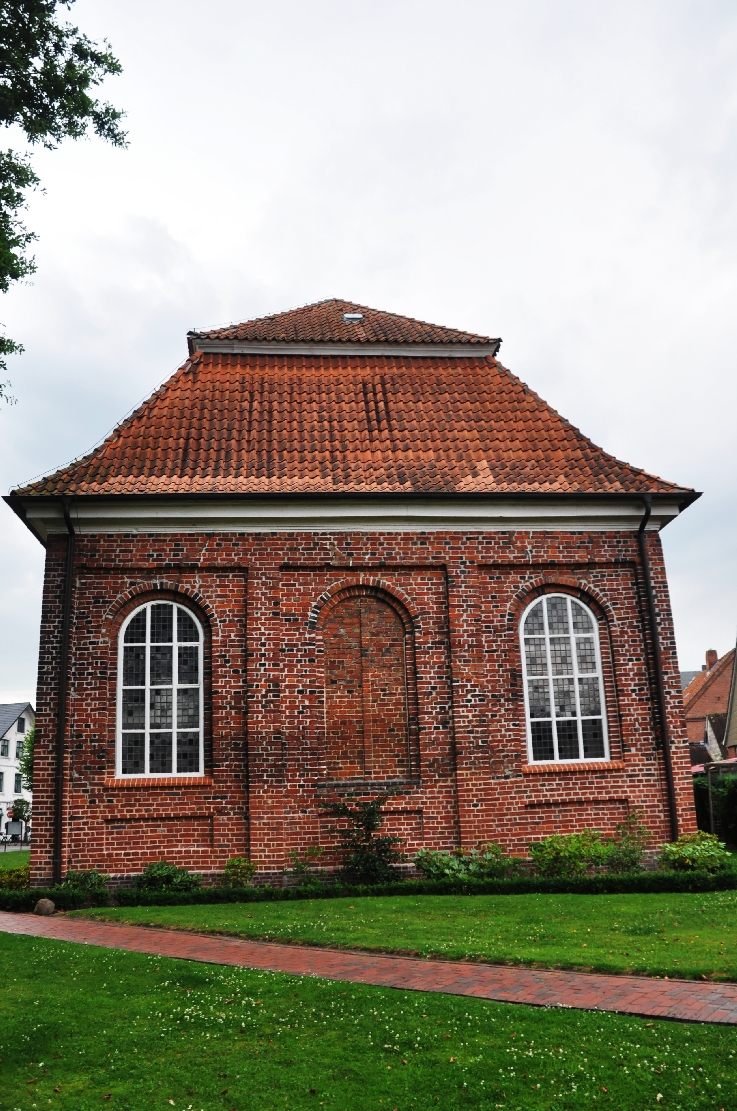
Ostseite

Die barocke rechteckige und siebenachsige Saalkirche in Backstein mit geradem Chorabschluss und mit hohlpfannengedecktem Mansarddach stammt von 1729 und steht auf einem ehemaligen Friedhof mit Grabsteinen aus dem 19. Jahrhundert. Die Außenwände des Kirchenschiffes sind gegliedert mit hohen rundbogigen Sprossenfenstern und durch Lisenen in Rechteckfelder gegliederten Wandflächen. Am Vorbau ist je ein rundbogiges Sprossenfenster nach Norden und Süden. Im Westgiebel befindet sich ein Uhrziffernblatt und eine Rundbogennische mit rundbogigem Zwillingsschallfenster, darunter die große, schmiedeeiserne Inschrift „1690“ als Maueranker. West-, Süd- und Nordportal sind rundbogig; letzteres vermauert.
Das Landesdenkmalamt befand u. a.: „… Der Kirchenneubau gehört mit seiner symmetrisch konzipierten Innenausstattung zu einer Reihe von protestantischen Saalkirchen, die als Gotteshaus in der Konsolidierungsphase nach Abschluss des Dreißigjährigen Krieges entstanden.“
Turm
Der oktogonale Dachreiter mit geschweifter, spitzer schiefergedeckter Haube mit Auslegestuhl für die Uhrschlagglocke sowie bekrönt mit Kugel, Wetterfahne und Kreuz, stammt aus der Bauzeit der Kirche. Er steht auf dem niedrigeren westlichen Vorbau von 1621; ein Rest der alten Kapelle, deren Wände Mitte des 19. Jahrhunderts neu verblendet wurden.
Innenraum

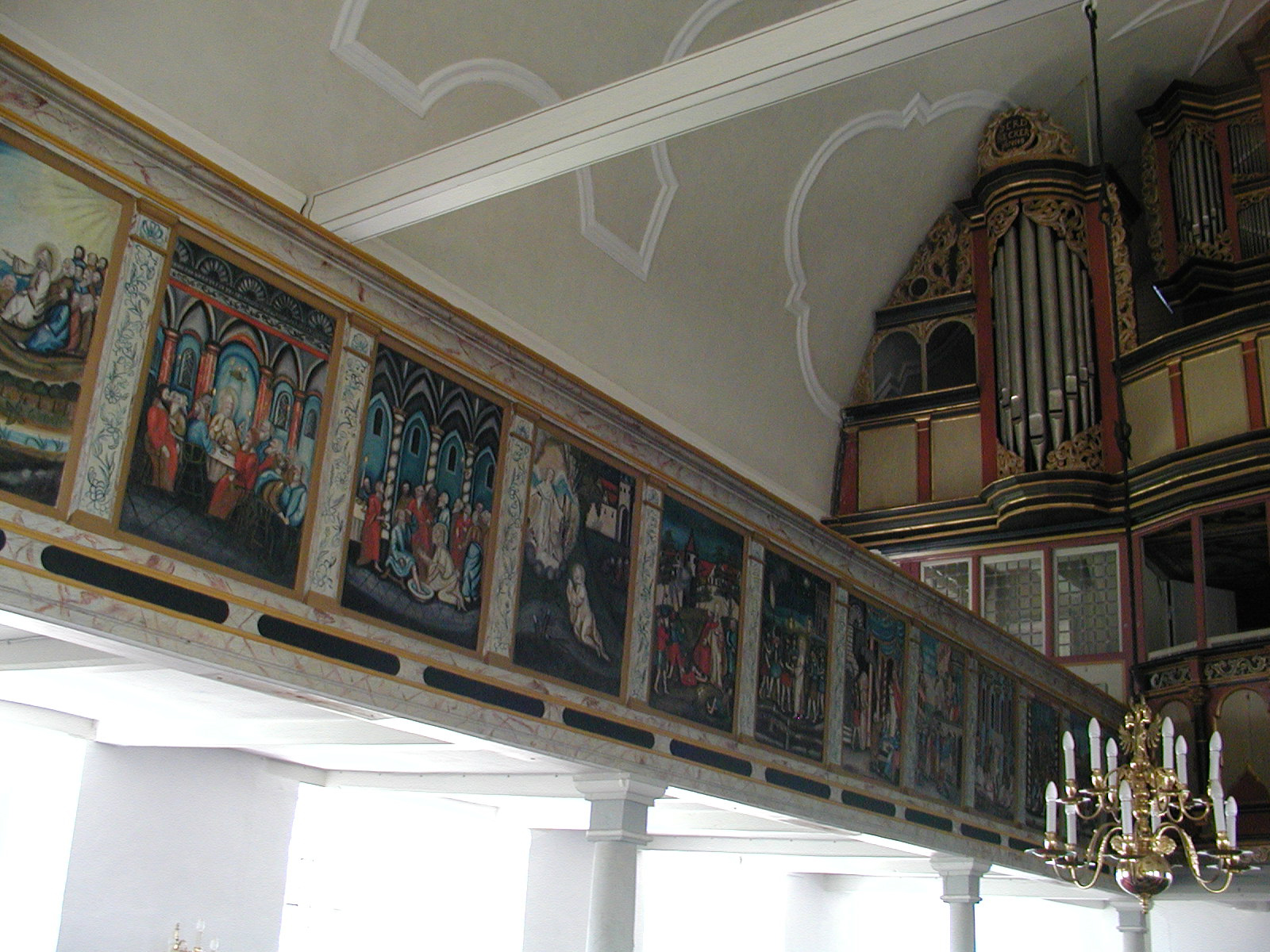
Empore, Orgel

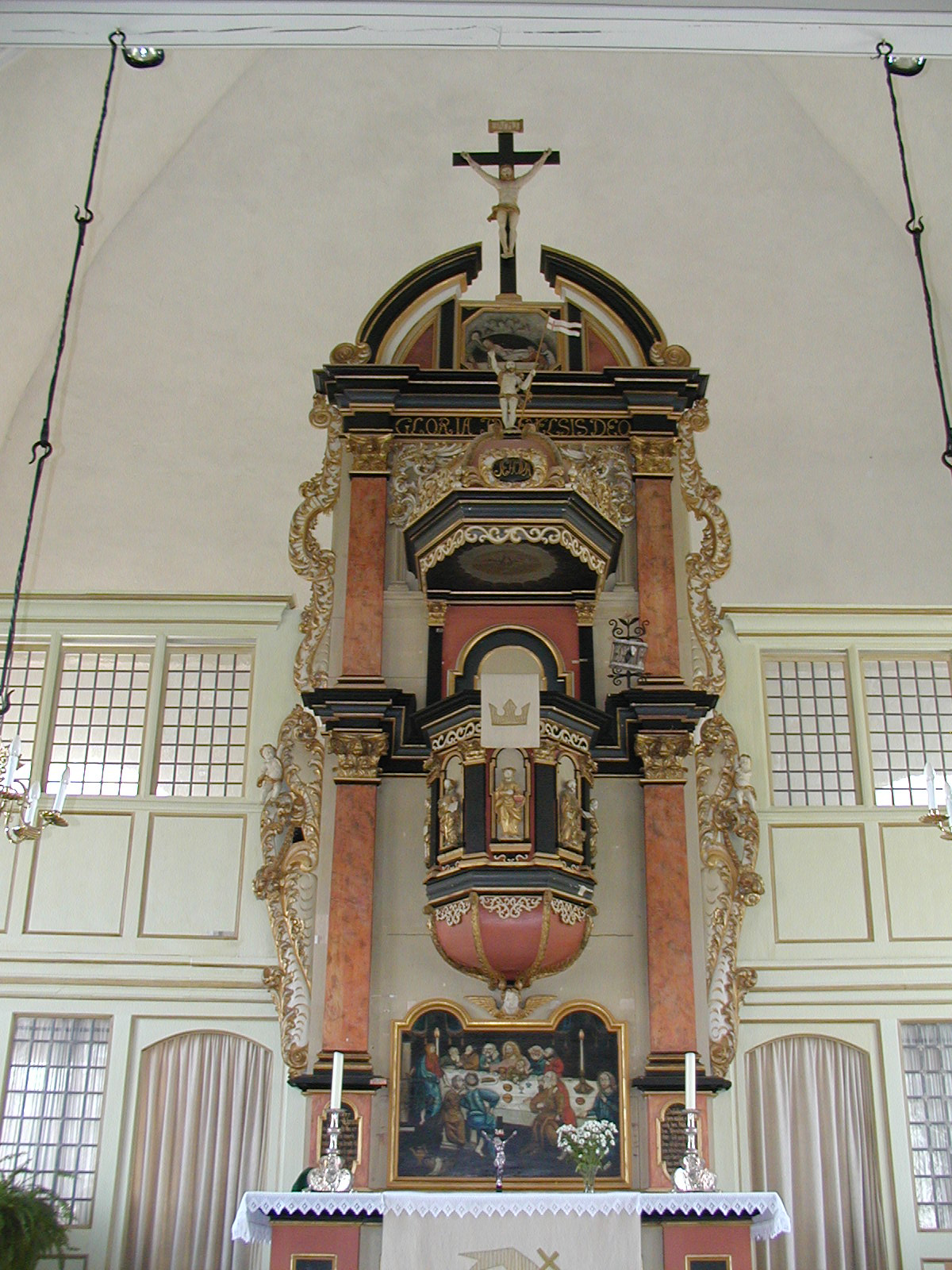
Altar

Im Inneren hat die Kirche eine Decke als steiles verputztes Tonnengewölbe aus Holz mit großzügiger Feldeinteilung aus Stuckprofilen. Im Osten steht die barocke Kanzelaltarwand mit einer zweigeschossigen Pilastergliederung und mit einem Kruzifix. Die umlaufende Empore ist U-förmig. Zur neuzeitlichen Ausstattung gehören: Taufstein mit Schale von 1668 und Fuß von 1730; seltenes Alabasterrelief mit ovalem Medaillon als Kreuzigungsdarstellung mit einer mehr als hundertköpfigen Trauermenge, von um 1650, bez. Jostin; Kanzel mit Statuetten von Christus und den Evangelisten am Korb der Kanzel und auf dem Schalldeckel; Kniebänke von 1705, Altarbild, Abendmahlkelche (einer von 1644), zwei Altarleuchter von 1728 und die Epitaphien der ersten beiden Pastoren von 1667; Gemälde auf der Emporenbrüstung (1989 freigelegt).
Orgel
Die Orgel von 1744/45: Die Kirche verfügt über eine der letzten noch bespielbaren Orgeln von Dietrich Christoph Gloger (Stade) im Originalzustand. Sie steht auf der Westempore. Die Hamburger Orgelbauwerkstatt Rudolf von Beckerath restaurierte die Orgel 1972. 1990 wurden die vier Keilbälge wiederhergestellt.

## Kirchengemeinde
Die ev.-luth. Kirchengemeinde Neuhaus/Emmaus mit dem Kirchenbüro Bei der Kirche 7 trägt seit 1974 den Namen Emmaus, ein im Lukasevangelium erwähnter Ort in der Nähe von Jerusalem, wo der auferstandene Jesus sich zwei Jüngern am Ende einer Wanderung beim gemeinsamen Mahl zu erkennen gab. Seit 2009 sind Neuhaus, Belum und Geversdorf pfarramtlich verbunden. Zusammen mit weiteren Gemeinden gehört Neuhaus seit 2023 zum verbundenen Pfarramt Region Mitte im Kirchenkreis Cuxhaven-Hadeln.